# Quitèria
Quitèria (en occità: Quitèira; en francès: Quitterie) (Braga, segle v – Aira, Landes, 25 de maig de 477) va ser un personatge probablement llegendari, verge màrtir del segle v, venerada com a santa per diverses confessions cristianes.

## Historicitat
No hi ha res de segur en la seva vida i llegenda fora del seu nom i l'existència d'un culte. El seu nom consta al Martirologi romà, però en cap altra font antiga. El nom correspon a un títol que els fenicis donaven a la deessa Astarte: Kythere, Kyteria o Kuteria, "la vermella".

## Llegenda occitana
Quitèria era filla d'Aeci, rei visigot de Tolosa. Refusant la mà de Germà, l'executor de les males accions de son pare, fugí a Aira (Gascunya) disfressada de cavaller per tal d'escapar del seu pretendent. Poc després es convertí al cristianisme i feu vot de castedat. Germà la va trobar i la va decapitar cap al 472 al palau reial d'Aira.

### Llegenda de la santa cefalòfora
Diu la llegenda que portà el cap en les mans fins a arribar al baptisteri de la ciutat; en deixar-lo caure, va sorgir una deu del terra, en què va rentar el cap per a desar-lo al turó del Mas, on va ser soterrada i on després s'hi va aixecar l'església de Santa Quitèria d'Aira. El bisbe de la vila, Faust, feu un sermó i, el mateix dia, tota la població es va convertir al cristianisme, inclòs Germà, l'assassí.
A les aigües de la font s'atribueix la virtut de guarir els mals de cap i les migranyes, com també la ràbia. Això es basa en el fet que Quitèria havia amansit dos gossos rabiosos només parlant-los.

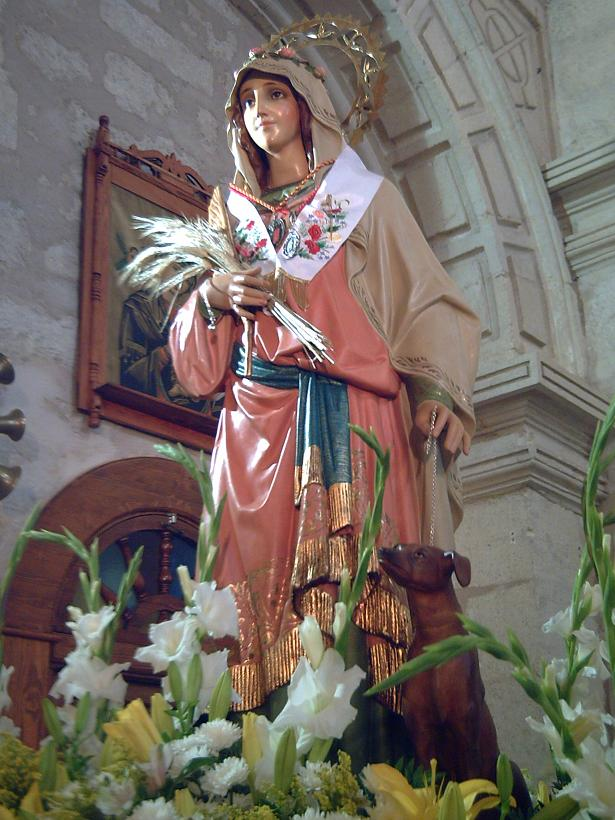
Imatge a Sorihuela de Guadalimar (Jaén), amb els gossos
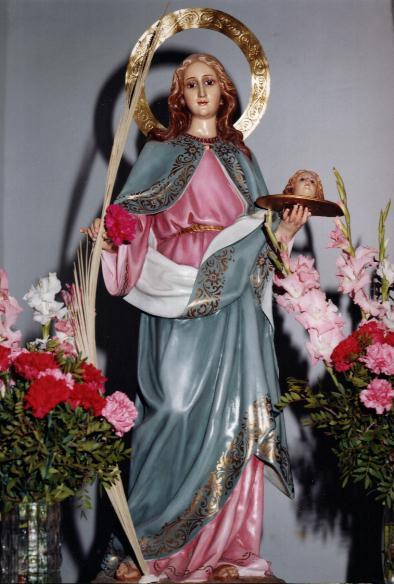
Imatge a Puebla del Salvador (Conca), amb el cap a la safata
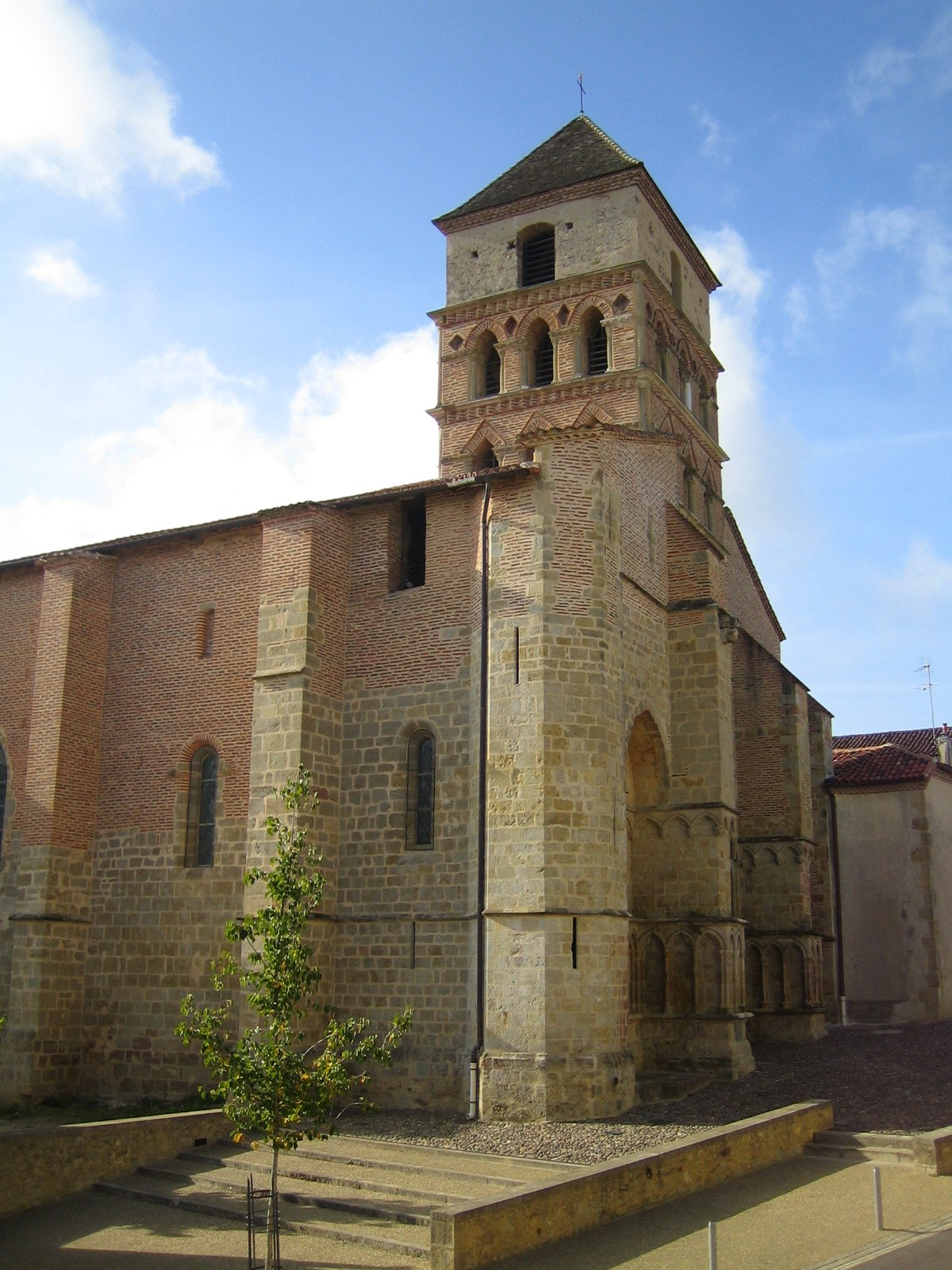
Església de Santa Quitèria a Aira, lloc del seu enterrament
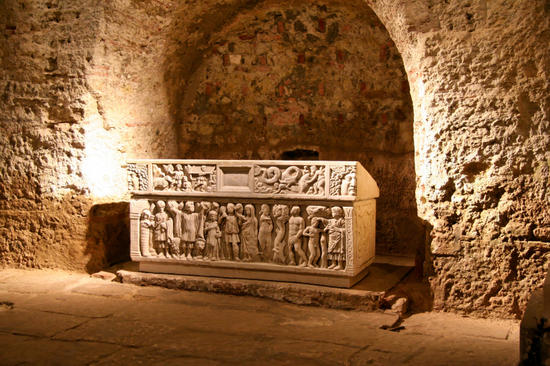
Sepulcre de Santa Quitèria, del segle iv, a la cripta de l'església

## Tradició lusitana
Hi ha una llegenda diferent, segons la qual Quitèria va néixer a Portugal o Galícia. En aquesta tradició, Quitèria és filla de Lucius Castelli, descendent de l'emperador Julià i senyor de la Lusitània i de Càlia, tots dos pagans. Un dia, Càlia va tenir nou filles de cop, fruit d'un amor adulterí: a més de Quitèria, Genoveva, Lliberada, Victòria, Amèlia, Germana, Gemma, Marciana i Basilissa. Càlia va demanar a una servent que anés a ofegar les nenes al riu, però ella, cristiana, no volgué matar-les i les va confiar a altres dones cristianes. Les nou van ser batejades pel bisbe Ovidi, educades en le fe cristiana i acabarien llurs vides amb el martiri.
Amb el temps, també aquí apareix Germà, el pretendent i la fugida de Quitèria. En fugir, arriba a un poble anomenata Anfragia, on regna Sèntia, apòstata del cristianisme que s'ha fet ric amb el pillatge de les esglésies. Quitèria li retreu aquest comportament i Sèntia, amb tota la seva gent, se'n penedeix i torna a abraçar la fe. Però Germà, amb el pare de Quitèria i el rei pagà Adrià, persegueixen Quitèria. En arribar a Anfragia, la troben pregant sobre la muntanya Columbana, amb Sèntia i dos bisbes: Domicià, el botxí d'Adrià, hi arriba primer i decapita Quitèria d'un cop d'espasa: ella pren el cap i camina, com a la tradició gascona. Adrià fa matar els companys de la santa. Finalment, Castellus i Germà es convertiran al cristianisme.
Altres tradicions diuen que va viure retirada a les muntanyes gallegues, des d'on recorreria part de la Hispània i el sud de la Gàl·lia. En arribar a Marjaliza (Toledo), hi va trobar la mort.

## Veneració

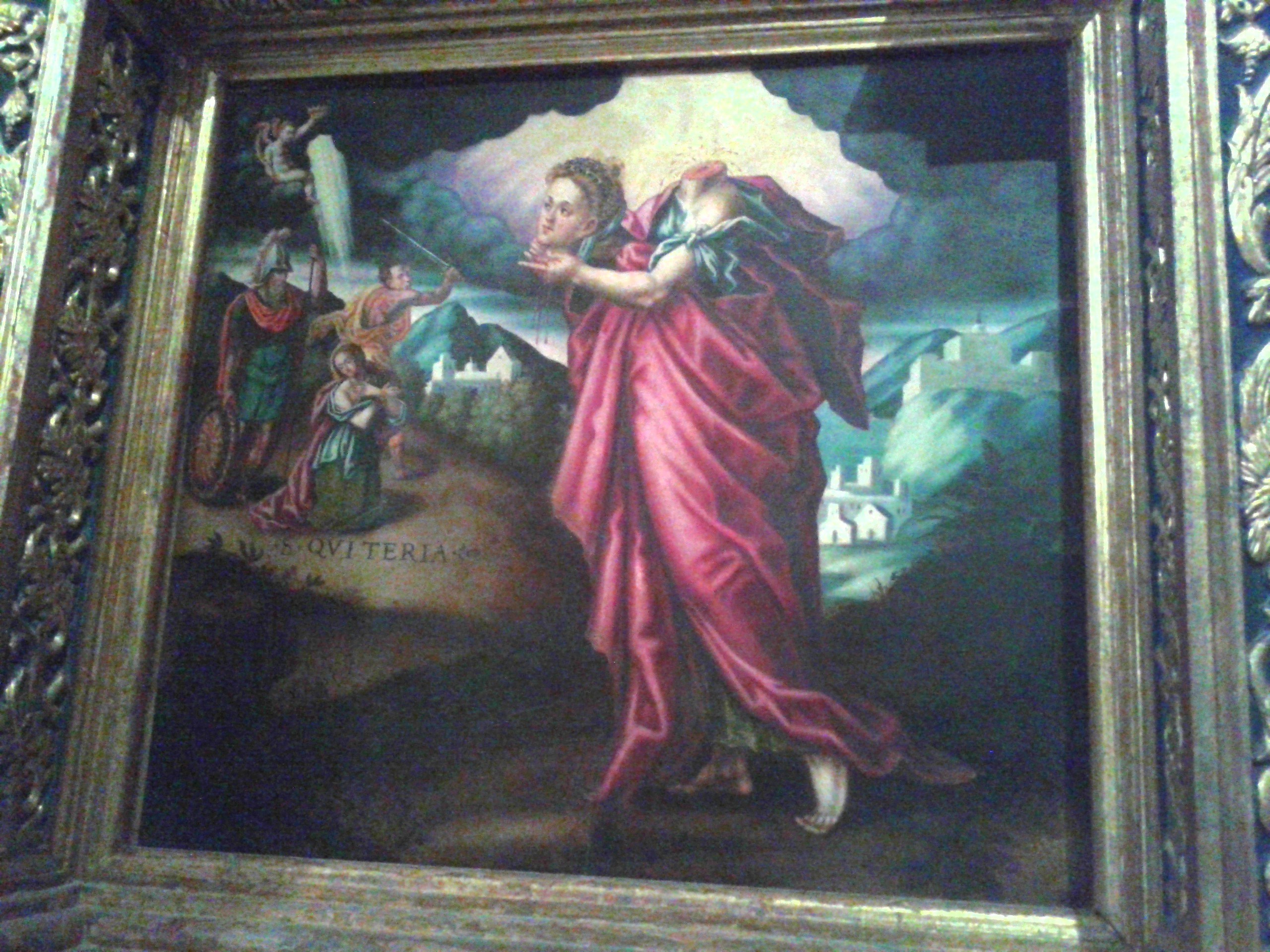
Pintura de Santa Quitèria a una capella lateral de la Seu de Mallorca

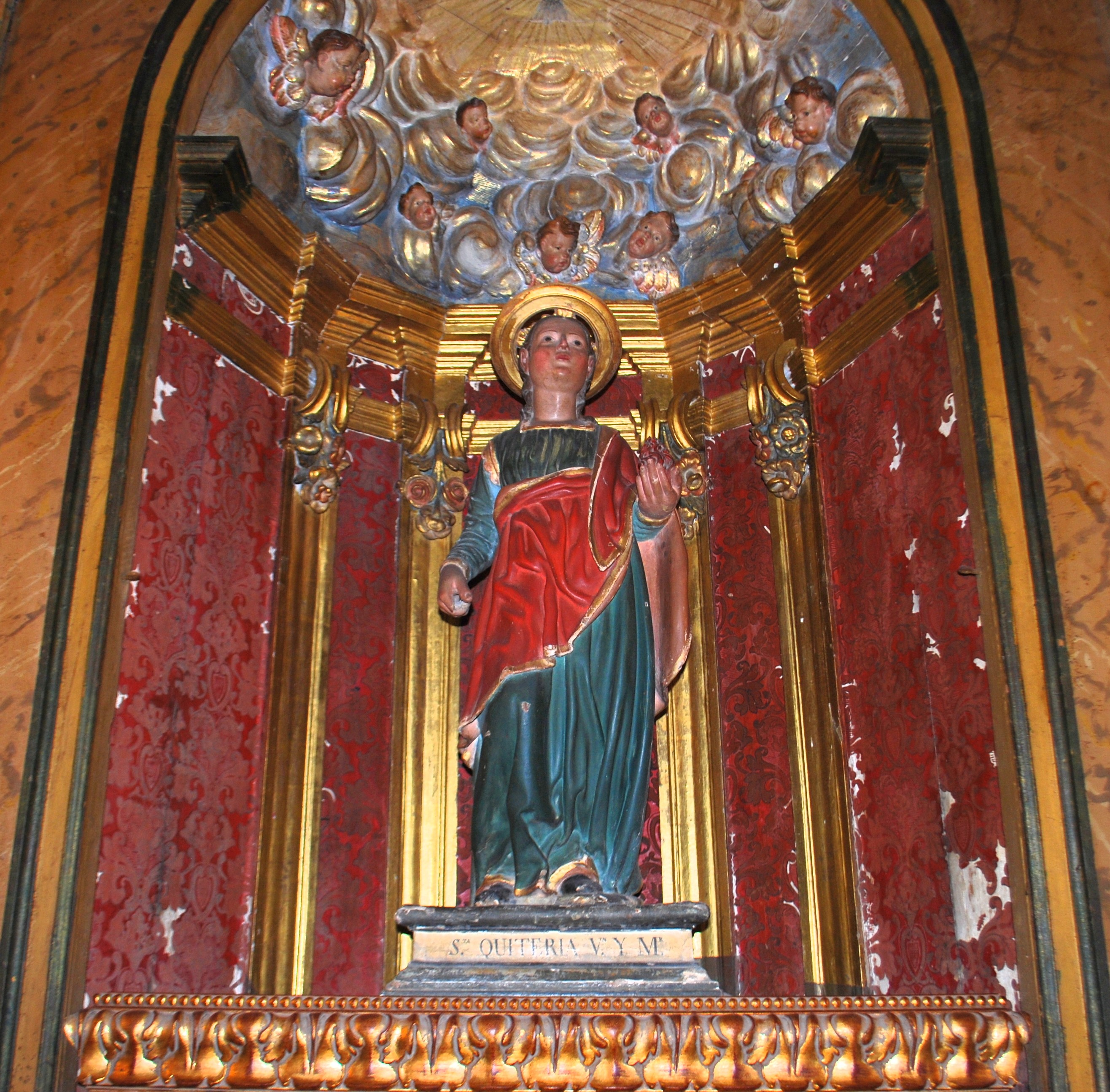
Escultura de Santa Quitèria, imatge principal del retaule d'una capella lateral de l'església de Sant Antoniet a Palma (Mallorca).

Les relíquies de la santa van ser a la cripta de l'església fins al segle xvi, quan van ser dispersades pels hugonots. L'església havia estat l'antic temple romà de Mart i va ser convertit en baptisteri pels bisbes de Tarusates. Es conserven a un sarcòfag de marbre blanc del segle iv, amb una extraordinària riquesa de decoració.
Les relíquies van atreure nombrosos pelegrins durant l'Edat Mitjana, que feien los camins de Senta Quitèira. El lloc esdevingué una etapa de la Via Podiensis, un dels camins del pelegrinatge a Sant Jaume de Galícia.
De llavors ençà, Quitèria ha estat un nom comú a les Landes. La seva devoció s'estengué a Occitània i Catalunya.

### Santa Quitèria a Mallorca
A Palma, concretament a l'església de Sant Antoniet (Sant Antoni de Viana, al carrer de Sant Miquel), hi ha una escultura de Santa Quitèria, que és la imatge principal de la primera capella lateral dreta (mirant l'altar major). Sorprenentment, a la mateixa església, coronant el retaule de Sant Alonso Rodríguez, hi ha una pintura de Santa Quitèria; aquest retaule ocupa la segona capella lateral esquerra. Aquesta doble presència de la santa es deu al fet que santa Quitèria era advocada contra el mal de foc (de fet, a la dita església la santa apareix ambdues vegades sostenint amb la mà esquerra una flama), que és un dels noms populars que rebia l'ergotisme, malaltia per al guariment de la qual sant Antoni Abat, titular de l'església, també era molt invocat. En concret, l'església de Sant Antoniet i el seu convent eren la seu de l'orde dels Canonges Regulars de Sant Antoni a Mallorca, coneguts com a antonians, el propòsit de la qual era el de donar assistència hospitalària als malalts d'ergotisme.

## Santa Quitèria de Comenge
La mare de sant Gaudenci, màrtirs del segle VI a Comenge, també es deia Quitèria, però no té cap relació amb l'altra. Curiosament, el nom antic de la vila de Sant Gaudenç era Mas Sent Pèire, com el d'Aira d'Ador, que abans era Mas d'Aira.